# L'Espagne vous demande pardon

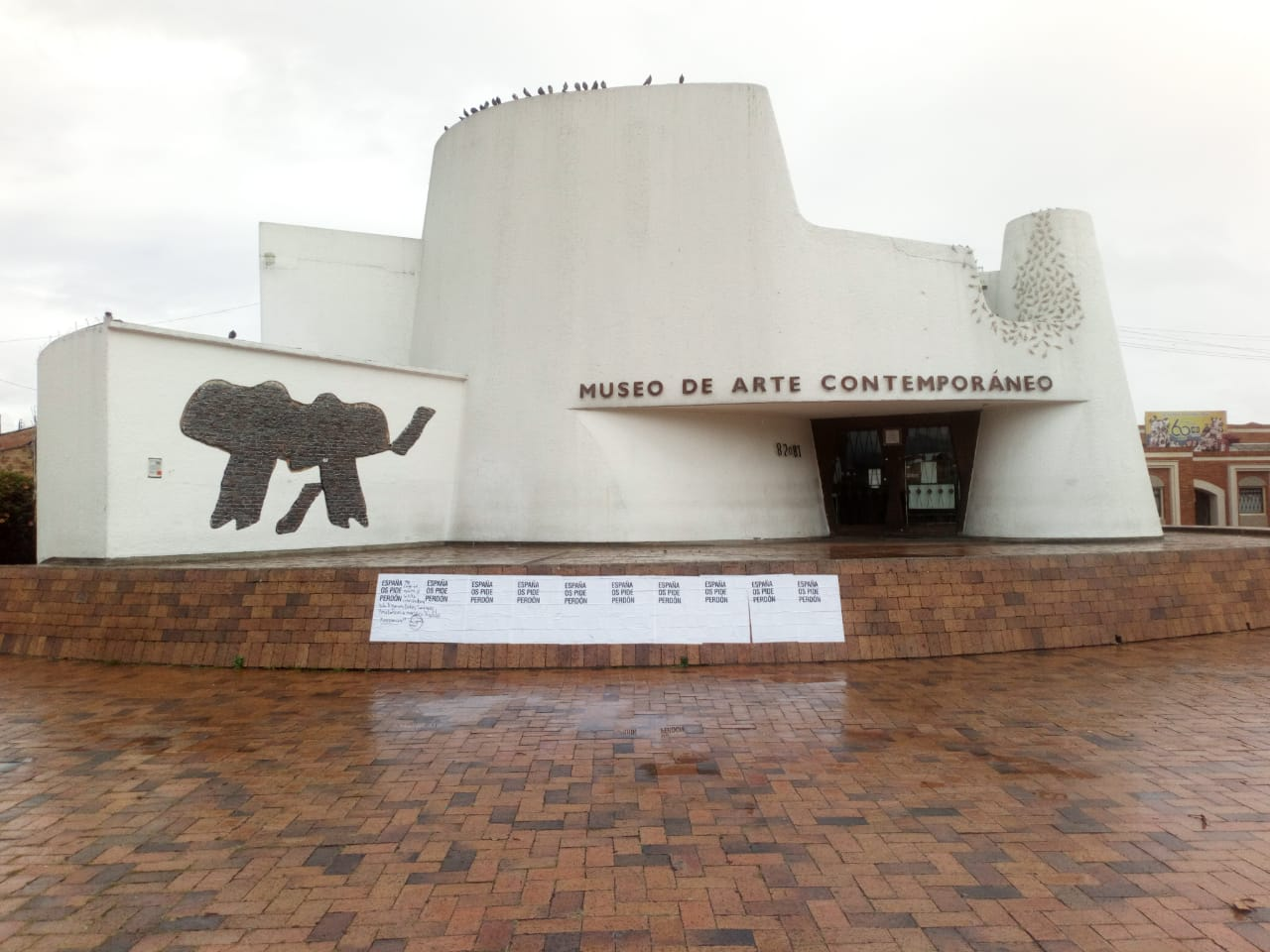
España os pide perdón (2020), par Abel Azcona, installé au Musée d'art contemporain de Bogota.

L'Espagne vous demande pardon (España os pide perdón) est une œuvre conceptuelle et performative au contenu critique et anticolonial de l'artiste Abel Azcona. Elle fut créée et commencée à Bogotá en novembre 2018 à travers une conférence et une performance live d'Azcona au Musée d'art contemporain de Bogotá.

## Développement
En novembre 2018, à travers une conférence et une performance en direct de l'artiste Abel Azcona au Musée d'art contemporain de Bogotá, a commencé l'œuvre España os Pide Perdón, au contenu critique et anticolonialiste,. 
Dans la première action, Azcona a lu un texte de quatre-vingt-douze heures pendant plus de quatre heures. Dans la lecture, la citation « L'Espagne demande pardon » a été répétée continuellement. Deux mois plus tard, Azcona a été invité à présenter son travail à Mexico au Musée de la ville, où il a installé une toile à voile avec la même phrase dessus,. Quelques jours plus tard, le président mexicain Andrés Manuel López Obrador, lors d'une conférence de presse, a exigé publiquement des excuses de l'Espagne,,. Depuis lors jusqu'à la mi-2020, le travail a été montré de diverses manières et a réussi à devenir un mouvement collectif. 
En mai 2020, le musée d'art contemporain de Bogotá a peint sa façade avec la devise de l'installation España os pide perdón pendant deux mois dans le centre de la ville de Bogotá. D'autres villes telles que La Havane, Lima, Caracas, Panama, Tegucigalpa, ou Quito ont été les protagonistes de la pièce à travers des peintures, des toiles à voile, des affiches ou des démonstrations et des actes collectifs poursuivant le travail comme une protestation collective.